# 바르샤바 조약군의 체코슬로바키아 침공
On 1968년 8월 20일과 21일, 체코슬로바키아 사회주의 공화국은 소련, 폴란드 인민공화국, 불가리아 인민공화국, 헝가리 인민공화국 등 4개의 바르샤바 조약 기구 국가에 의해 공동으로 침공되었다. 이 침공으로 알렉산데르 둡체크의 프라하의 봄 자유화 개혁이 중단되었고, 체코슬로바키아 공산당의 권위주의적 세력이 강화되었다.
약 25만 명의 바르샤바 조약군 병력(이후 약 50만 명으로 증가)이 수천 대의 전차와 수백 대의 항공기의 지원을 받으며 밤샘 작전에 참여했으며, 이 작전의 암호명은 다뉴브 작전이었다. 루마니아 사회주의 공화국과 알바니아 사회주의 인민공화국은 참여를 거부했다. 동독군은 침공 몇 시간 전, 모스크바로부터 소수의 전문가들을 제외한 병력에게 체코슬로바키아 국경을 넘지 말라는 명령을 받았다. 이는 30년 전의 독일 점령에 대한 대중의 인식 때문에 독일군이 개입할 경우 더 큰 저항을 초래할 수 있다는 우려 때문이었다. 점령 기간 동안 137명의 체코슬로바키아인이 사망하고 500명이 중상을 입었다.
침공에 대한 대중의 반응은 공산주의 세계 내부에서도 널리 퍼져 있었고 분열되어 있었다. 바르샤바 조약국의 대다수와 전 세계의 여러 공산당들은 침공을 지지했지만, 서방 국가들과 루마니아와 같은 사회주의 국가, 특히 중화인민공화국과 알바니아 사회주의 인민공화국은 이 공격을 규탄했다. 다른 많은 공산당들도 영향력을 잃거나, 소련을 비난하거나, 의견 충돌로 인해 분열되거나 해산되었다. 이 침공은 브레즈네프가 1972년 닉슨 대통령의 역사적인 중국 방문 몇 달 후 닉슨 대통령과의 데탕트를 확립하도록 압력을 가하는 일련의 사건들을 시작했다.

## 배경

### 노보트니 정권: 1950년대 후반 – 1960년대 초반
체코슬로바키아의 스탈린 격하 운동 과정은 1950년대 후반과 1960년대 초반 안토닌 노보트니 치하에서 시작되었지만, 다른 대부분의 동구권 국가들보다 더 느리게 진행되었다. 니키타 흐루쇼프의 뒤를 이어 노보트니는 사회주의의 완성을 선포했고, 새 헌법은 그에 따라 체코슬로바키아 사회주의 공화국이라는 이름을 채택했다. 그러나 변화의 속도는 느렸다. 슬란스키 재판에서 유죄 판결을 받은 사람들처럼 스탈린 시대 희생자들의 복권은 1963년경에 고려되었을 수 있지만, 1967년까지는 이루어지지 않았다.
1960년대 초, 체코슬로바키아는 경제 침체를 겪었다. 소련식 산업화 모델은 제2차 세계 대전 이전에 이미 완전히 산업화된 체코슬로바키아에서는 성공적이지 못했고, 소련 모델은 주로 덜 개발된 경제를 고려했다. 노보트니의 경제 구조 개혁 시도인 1965년 신경제 모델은 정치 개혁에 대한 요구를 증가시켰다.

### 1967년 작가 대회
엄격한 정부가 규제를 완화하자, 체코슬로바키아 작가 연합은 조심스럽게 불만을 표출하기 시작했으며, 연합의 공식 소식지인 리테라르니 노비니에서 회원들은 문학이 당의 교리로부터 독립해야 한다고 제안했다. 1967년 6월, 체코 작가 연합의 소수파는 급진 사회주의자들, 특히 루드비크 바출리크, 밀란 쿤데라, 얀 프로하스카 (작가), 안토닌 야로슬라프 리엠, 파벨 코후트 및 이반 클리마에게 공감했다. 몇 달 후, 당 회의에서 개혁 지지를 공개적으로 표명한 작가들에 대해 행정 조치를 취하기로 결정되었다. 연합의 소수만이 이러한 신념을 가졌기 때문에 나머지 회원들은 동료들을 징계하도록 의존되었다. 리테라르니 노비니와 여러 다른 출판사들에 대한 통제는 문화부로 이관되었으며, 이후 중요한 개혁가가 된 둡체크를 포함한 당원들조차 이러한 조치를 지지했다.

### 프라하의 봄
프라하의 봄(체코어: Pražské jaro, 슬로바키아어: Pražská jar)은 1968년 1월 5일 개혁파 알렉산데르 둡체크가 체코슬로바키아 공산당 (KSČ) 제1서기로 선출되면서 시작되어, 8월 21일 소련과 기타 바르샤바 조약 기구 회원국들이 개혁을 중단시키기 위해 이 나라를 침공할 때까지 계속된 체코슬로바키아의 정치적 자유화 기간이었다.
프라하의 봄 개혁은 둡체크가 경제의 부분적 분권화와 민주화를 통해 체코슬로바키아 시민들에게 추가적인 권리를 부여하려는 강력한 시도였다. 부여된 자유에는 언론의 자유, 표현의 자유, 거주 이전의 자유에 대한 제한 완화가 포함되었다. 둡체크는 국가를 보헤미아, 모라비아-체코령 실레시아 및 슬로바키아의 세 공화국 연방으로 나누는 것에 대한 국가적 논의 끝에, 체코 사회주의 공화국과 슬로바키아 사회주의 공화국의 두 공화국으로 분리하기로 결정했다.

### 브레즈네프 정부

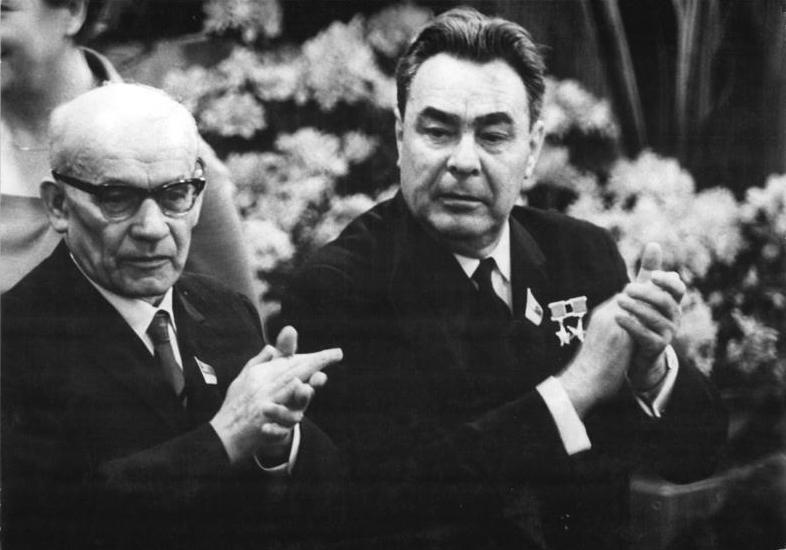
1967년 동베를린의 소련 지도자 레오니트 브레즈네프와 폴란드 지도자 브와디스와프 고무우카

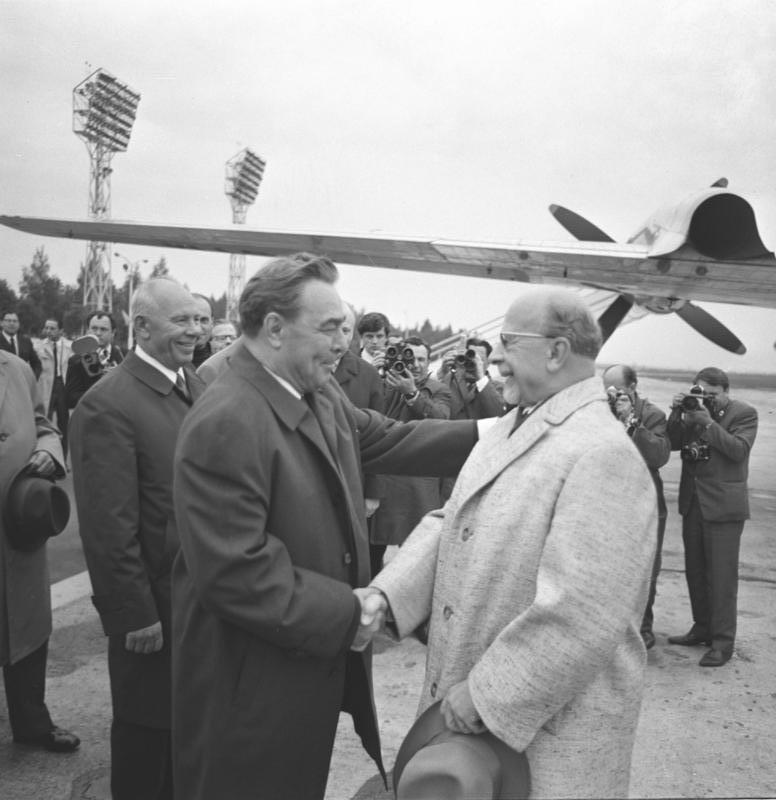
모스크바의 브레즈네프, 니콜라이 포드고르니, 동독 지도자 발터 울브리히트

레오니트 브레즈네프와 바르샤바 조약국 지도자들은 검열 종식과 비밀경찰의 정치적 감시 중단을 포함한 체코슬로바키아의 자유화 진행이 자신들의 이익에 해로울까 우려했다. 첫 번째 우려는 체코슬로바키아가 동구권에서 이탈하여 북대서양 조약 기구 (NATO)와의 잠재적인 제3차 세계 대전에서 소련의 위치를 손상시킬 것이라는 점이었다. 이 손실은 소련에게 전략적 깊이의 부족을 초래할 뿐만 아니라, 전쟁 시 체코슬로바키아의 산업 기반을 활용할 수 없다는 것을 의미하기도 했다. 체코슬로바키아 지도자들은 바르샤바 조약기구를 떠날 의사가 없었지만, 모스크바는 프라하의 의도를 정확히 확신할 수 없다고 느꼈다. 그러나 소련 정부는 체코슬로바키아가 바르샤바 조약기구에 대한 충성심을 유지하고 있었고, 데탕트가 시작되면서 소련이 서방과의 최근 외교적 이득을 보았기 때문에 처음에는 침공 승인을 망설였다.
다른 우려 사항으로는 동유럽 전역으로의 자유화 확산과 불안정 확산이 있었다. 바르샤바 조약국들은 프라하의 봄 개혁이 통제되지 않으면 그러한 이상이 폴란드와 동독으로 퍼져 그곳의 현황 또한 뒤흔들릴 수 있다고 우려했다. 소련 내에서는 에스토니아 소비에트 사회주의 공화국, 라트비아 소비에트 사회주의 공화국, 리투아니아 소비에트 사회주의 공화국, 우크라이나 소비에트 사회주의 공화국 공화국들의 내셔널리즘이 이미 모스크바에 문제를 일으키고 있었고, 많은 이들이 프라하의 사건들이 그러한 문제들을 악화시킬 수 있다고 우려했다.
마크 크레이머가 집계한 우크라이나 기록 문서에 따르면, 유리 안드로포프 국가보안위원회 의장과 우크라이나 공산당 지도자 페트로 셸레스트와 니콜라이 포드고르니가 군사 개입의 가장 열렬한 지지자들이었다. 다른 주장으로는 침공의 발단이 원래 폴란드에서 시작되었으며, 폴란드 제1서기 브와디스와프 고무우카와 나중에 그의 협력자인 동독 제1서기 발터 울브리히트가 브레즈네프에게 바르샤바 서한과 이어진 군사 개입에 동의하도록 압력을 가했다는 것이다. 고무우카는 브레즈네프가 맹목적이고 체코슬로바키아 상황을 너무 감정적으로 보고 있다고 비난했다. 반면 울브리히트는 브레즈네프가 여전히 망설이고 있을 때 체코슬로바키아에 대한 군사 행동을 발동할 필요성을 주장했다. 이 문제에 대한 폴란드의 외교 정책은 여전히 알려지지 않았다. 바르샤바 회의에서 이루어진 숙고는 만장일치보다는 다수결 합의로 이어졌다. 소련 정치인 콘스탄틴 카투셰프에 따르면, "우리 동맹국들은 프라하에서 일어나는 일에 대해 우리보다 더 걱정했다. 고무우카, 울브리히트, 불가리아 제1서기 토도르 지프코프, 심지어 헝가리 제1서기 카다르 야노시까지 모두 프라하의 봄을 매우 부정적으로 평가했다." 동구권 지도자들 중 "강경파"는 울브리히트와 고무우카가 대표했다. 울브리히트는 자신의 권력과 동독 국가의 안정에 대해 우려하며 둡체키즘의 "암세포"가 자신의 나라에 미칠 영향에 대해 우려하고 두려워했다는 그의 서한에서 알 수 있듯이, 초기에 개혁을 맹렬히 부인했다. 그는 계속해서 둡체크의 개혁이 "반혁명적"이며 자신이 옹호하는 마르크스-레닌주의 이데올로기를 조롱하는 것이라고 강조하며, 그 결과 1968년 7월 바르샤바 회의에서 군사 개입을 단호히 촉구했다.
게다가 체코슬로바키아의 일부 지역은 오스트리아와 서독과 국경을 접하고 있었는데, 이들은 철의 장막의 다른 쪽에 있었다. 이는 외국 요원들이 체코슬로바바키아와 동구권 회원국으로 침투할 수 있었고, 망명자들이 서방으로 탈출할 수 있었다는 것을 의미했다. 마지막 우려는 직접적으로 검열의 부재에서 비롯되었다. 소련에서 검열되었던 작가들은 단순히 프라하나 브라티슬라바로 가서 그곳에서 자신들의 불만을 표출할 수 있었고, 이는 소련의 검열을 회피하는 것이었다.

## 둡체크의 집권
안토닌 노보트니 대통령의 지지가 약화되자, 슬로바키아 공산당 지역 제1서기 알렉산데르 둡체크와 경제학자 오타 시크가 중앙위원회 회의에서 그에게 도전했다. 노보트니는 그해 12월 소련 수상 레오니트 브레즈네프를 프라하로 초청하여 지지를 구했지만, 브레즈네프는 노보트니에 대한 반대 여론의 광범위함에 놀라 체코슬로바키아 지도자로서의 그의 해임을 지지했다. 둡체크는 1968년 1월 5일 노보트니를 대신하여 제1서기가 되었다. 1968년 3월 22일, 노보트니는 대통령직을 사임하고 루드비크 스보보다가 그 자리를 이어받았으며, 그는 나중에 개혁에 동의했다.
KSČ 정치국 위원 요세프 스므르코프스키가 "무엇이 앞에 놓여 있는가"라는 제목의 루데 프라보 기사에서 인터뷰했을 때, 그는 1월 전원 회의에서의 둡체크 임명이 사회주의 목표를 진전시키고 공산당의 노동계급적 성격을 유지할 것이라고 주장했다.

### 인간의 얼굴을 한 사회주의
체코슬로바키아의 "승리한 2월" 20주년에 둡체크는 사회주의의 승리 이후 변화의 필요성을 설명하는 연설을 했다. 그는 "당의 선도적 역할을 더욱 효과적으로 시행"할 필요성을 강조하고, 클레멘트 고트발트가 사회와의 더 나은 관계를 촉구했음에도 불구하고 당이 사소한 문제에 대해 너무 자주 강압적인 결정을 내렸음을 인정했다. 둡체크는 당의 임무가 "견고한 경제적 기반 위에 발전된 사회주의 사회를 건설하는 것... 다른 공산당들의 경험에 따라 체코슬로바키아의 역사적 민주적 전통에 부합하는 사회주의를 건설하는 것"이라고 선언했다.
4월에 둡체크는 "행동 강령"을 발표했는데, 여기에는 언론의 자유, 표현의 자유 및 거주 이전의 자유를 늘리는 것이 포함되었으며, 경제적으로는 소비재에 중점을 두고 다당제 정부의 가능성을 열어두었다. 이 강령은 "사회주의는 노동자들을 착취계급 관계의 지배로부터 해방시키는 것만을 의미할 수 없으며, 어떤 부르주아 민주주의보다도 인격의 더 완전한 삶을 위한 더 많은 조항을 마련해야 한다"는 견해를 바탕으로 했다. 이는 비밀 경찰의 권한을 제한하고 체코슬로바키아를 두 개의 동등한 국가로 연방화하는 것을 규정했다. 이 강령은 또한 외교 정책을 다루었으며, 서방 국가들과의 좋은 관계 유지와 소련 및 기타 동구권 국가들과의 협력을 모두 포함했다. 그것은 민주적 선거가 가능하고 새로운 형태의 민주사회주의가 현 상태를 대체할 10년 간의 전환을 이야기했다.
행동 강령을 작성한 사람들은 전후 공산주의 정권의 행동을 비판하지 않고, 그저 효용성이 다했다고 느낀 정책들을 지적하는 데 신중했다. 예를 들어, 즉각적인 전후 상황은 "부르주아지의 잔재"에 대항하기 위해 "중앙집권적이고 지시적-행정적 방법"이 필요했다. "적대 계급"이 사회주의 달성으로 패배했다고 여겨졌기 때문에, 이러한 방법들은 더 이상 필요하지 않았다. 체코슬로바키아 경제가 스탈린주의 시대의 중공업, 노동력, 원자재에 의존하는 대신 "세계의 과학기술 혁명"에 참여하기 위해서는 개혁이 필요했다. 더욱이 내부 계급 갈등이 극복되었으므로, 이제 노동자들은 마르크스-레닌주의를 위반하지 않고도 자신들의 자격과 기술 능력에 대해 정당한 보상을 받을 수 있었다. 이 강령은 자본주의와 경쟁하기 위해 이제 중요한 직책을 "유능하고 교육받은 사회주의 전문가 간부"로 채워야 한다고 제안했다.

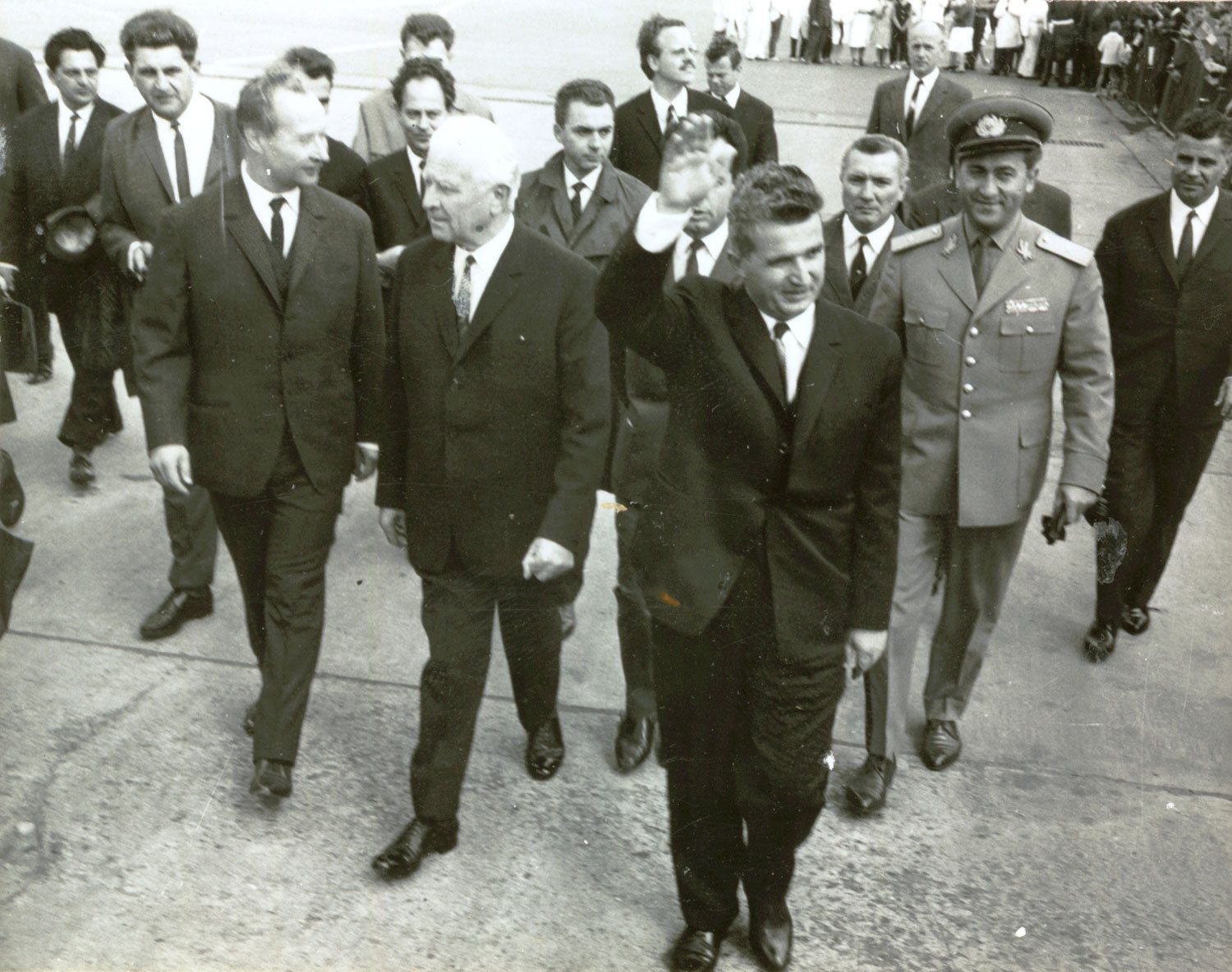
1968년 체코슬로바키아를 방문한 니콜라에 차우셰스쿠 (오른쪽); 여기서는 알렉산데르 둡체크와 루드비크 스보보다와 함께 있다.

개혁은 KSČ의 지도 아래 진행되어야 한다고 규정되었음에도 불구하고, 즉시 개혁을 시행하라는 대중의 압력이 커졌다. 급진적인 요소들이 더욱 목소리를 높였다. 언론에는 반소 논쟁이 나타났고 (1968년 6월 26일 법에 의해 검열 폐지가 공식적으로 확인된 후), 사회민주당은 별도의 정당을 형성하기 시작했으며, 새로운 무소속 정치 클럽들이 만들어졌다. 당의 보수파들은 억압적인 조치를 촉구했지만, 둡체크는 온건을 권고하고 KSČ의 지도력을 재강조했다. 4월 체코슬로바키아 공산당 중앙위원회 간부회에서 둡체크는 "인간의 얼굴을 한 사회주의"라는 정치 강령을 발표했다. 5월에 그는 제14차 당 대회가 9월 9일에 조기 소집될 것이라고 발표했다. 이 대회는 행동 강령을 당 강령에 통합하고, 연방화 법안을 초안하며, 새로운 중앙위원회를 선출할 것이었다.
둡체크의 개혁은 출판의 자유를 보장했고, 정치적 비판은 주류 언론에서 처음으로 허용되었다. 프라하의 봄 당시, 체코슬로바키아의 수출 경쟁력은 하락하고 있었고, 둡체크의 개혁은 계획 경제와 시장 경제를 혼합하여 이러한 문제들을 해결할 계획이었다. 당 내에서는 이러한 진행 방식에 대해 다양한 의견이 있었다. 일부 경제학자들은 더 많은 혼합 경제를 원했지만, 다른 이들은 경제가 대부분 사회주의로 남아있기를 원했다. 둡체크는 공산당 통치 하에 경제 개혁을 진행하는 것의 중요성을 계속 강조했다.
6월 27일, 주요 작가이자 언론인인 루드비크 바출리크는 2000어 선언이라는 제목의 선언문을 발표했다. 이는 체코슬로바키아 공산당 내 보수적인 요소와 이른바 "외세"에 대한 우려를 표명했다. 바출리크는 국민들에게 개혁 프로그램을 실행하는 데 주도적으로 나설 것을 촉구했다. 둡체크, 당 중앙위원회 간부회, 국민 전선, 그리고 내각은 이 선언문을 비난했다.

### 출판 및 미디어
둡체크의 검열 완화는 짧은 기간 동안 표현의 자유와 출판의 자유를 가져왔다. 이 새로운 개방 정책의 첫 번째 구체적인 표명은 이전에 강경 노선을 걷던 공산주의 주간지 Literarni noviny가 Literarni listy로 이름을 바꿔 발행된 것이었다.
1968년 3월 4일 검열의 축소와 이후 완전 폐지는 개혁을 향한 가장 중요한 단계 중 하나였다. 체코 역사상 처음으로 검열이 폐지되었으며, 비록 짧은 기간이었지만 아마도 유일하게 완전히 시행된 개혁이었을 것이다. 당의 선전 도구였던 언론은 빠르게 정권 비판의 도구로 변모했다.
언론의 자유는 또한 체코슬로바키아 국민이 체코슬로바키아의 과거를 솔직하게 들여다볼 수 있는 기회를 열어주었다. 많은 조사는 특히 이오시프 스탈린 시기의 공산주의 하에서 국가의 역사에 초점을 맞췄다. 다른 텔레비전 출연에서 골드슈투커는 숙청되거나 투옥되거나 처형되어 공산주의 역사에서 지워진 전직 공산주의 지도자들의 조작된 사진과 원본 사진을 모두 제시했다. 작가 연합은 또한 1968년 4월에 시인 야로슬라프 사이페르트를 위원장으로 하는 위원회를 결성하여 1948년 2월 공산주의 장악 이후 작가들의 박해를 조사하고, 문학인들을 연합, 서점 및 도서관, 그리고 문학계로 복권시켰다. 공산주의의 현재 상태와 자유, 정체성과 같은 추상적인 개념에 대한 논의도 더욱 흔해졌다. 곧, 노동조합 일간지 프라체(Práce, 노동)와 같은 비당적 출판물도 등장하기 시작했다. 이는 기자 연합의 도움도 있었는데, 이들은 1968년 3월까지 이미 중앙출판위원회(정부 검열 기관)가 편집자들에게 해외 신문에 대한 검열되지 않은 구독을 허용하도록 설득하여 뉴스에 대한 더 국제적인 대화를 가능하게 했다.
언론, 라디오, 텔레비전도 학생들과 젊은 노동자들이 골드슈투커, 파벨 코후트, 얀 프로하스카와 같은 작가들, 그리고 요세프 스므르코프스키, 즈데녜크 헤이즐라르, 구스타우 후사크와 같은 정치적 희생자들에게 질문할 수 있는 모임을 주최함으로써 이러한 논의에 기여했다. 텔레비전은 또한 전직 정치범들과 그들이 구금되었던 비밀 경찰이나 교도소의 공산주의 지도자들 간의 만남도 방영했다. 가장 중요하게도, 이러한 새로운 언론의 자유와 일상적인 체코슬로바키아 시민들의 삶에 텔레비전이 도입되면서 정치적 대화는 지식인 영역에서 대중 영역으로 이동했다.

## 소련 및 다른 바르샤바 조약국과의 체코슬로바키아 협상

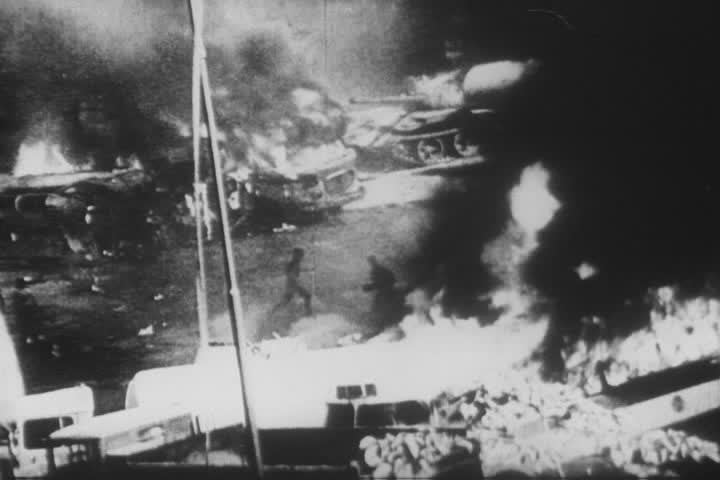
불타는 바리케이드와 소련 전차

소련 지도부는 처음에는 일련의 협상을 통해 둡체크의 계획의 영향을 막거나 제한하려 했다. 체코슬로바키아와 소련 정치국은 1968년 7월 슬로바키아-소련 국경 근처의 치에르나나트티소우에서 양자 회담을 개최하기로 합의했다. 이 회담은 소련 정치국이 소련 영토 밖에서 처음으로 만난 자리였다. 그러나 주요 합의는 "4인" 회의에서 이루어졌다. 브레즈네프, 알렉세이 코시긴, 니콜라이 포드고르니, 미하일 수슬로프와 둡체크, 루드비크 스보보다, 올드리치 체르니크 그리고 요세프 스므르코프스키가 참여했다.
회담에서 둡체크는 KSČ 개혁파의 강령을 옹호하면서도 바르샤바 조약 기구와 경제상호원조회의에 대한 약속을 재확인했다. 그러나 KSČ 지도부는 둡체크를 지지하는 강력한 개혁파(요세프 스므르코프스키, 올드리치 체르니크, 요세프 슈파체크 (정치인), 프란티셰크 크리그엘)와 반개혁 입장을 대변하는 보수파(바실 빌랴크, 드라호미르 콜데르, 올드리치 슈베스트카)로 나뉘어 있었다. 브레즈네프는 타협을 결정했다. KSČ 대표단은 바르샤바 조약 기구에 대한 충성심을 재확인하고 "반사회주의"적 경향을 억제하고, 체코슬로바키아 사회민주당의 부활을 막고, 더 높은 수준의 검열을 재부과하여 언론을 통제할 것을 약속했다. 그 대가로 소련은 (1968년 6월 군사훈련 이후에도 체코슬로바키아에 주둔해 있던) 병력을 철수하고 9월 당 대회 개최를 허용하기로 합의했다. 둡체크는 직후 텔레비전에 출연하여 체코슬로바키아가 소련 및 바르샤바 조약 기구와 동맹 관계임을 재확인했다.
8월 3일, 소련, 동독, 폴란드 인민공화국, 헝가리 인민공화국, 불가리아 인민공화국 및 체코슬로바키아 대표들이 브라티슬라바에서 만나 브라티슬라바 선언에 서명했다. 이 선언은 마르크스-레닌주의와 프롤레타리아 국제주의에 대한 흔들림 없는 충성을 확인하고 부르주아 이데올로기와 모든 "반사회주의" 세력에 대한 불굴의 투쟁을 선언했다. 소련은 부르주아 체제가 수립될 경우 바르샤바 조약국에 개입할 의사를 표명했다. 브라티슬라바 회담 후 소련군은 체코슬로바키아 영토를 떠났지만 체코슬로바키아 국경을 따라 주둔했다.
이러한 회담이 불만족스러운 것으로 판명되자, 소련은 군사적 대안을 고려하기 시작했다. 소련의 위성국 사회주의 정부들이 (필요할 경우 군사력을 통해) 자국의 국익을 동구권의 국익에 종속시키도록 강제하는 정책은 브레즈네프 독트린으로 알려지게 되었다.

## 미국
미국과 북대서양 조약 기구는 체코슬로바키아 상황을 대체로 무시했다. 소련이 지역 동맹국과 완충국을 잃을 가능성에 대해 우려한 반면, 미국은 체코슬로바키아 정부와의 동맹을 공개적으로 모색하지 않았다. 린든 B. 존슨 대통령은 이미 베트남 전쟁에 미국을 개입시켰으며, 체코슬로바키아 분쟁에 대한 지지를 끌어내기 어려울 것이었다. 또한 그는 소련과 암스 컨트롤 조약인 SALT을 추진하기를 원했다. 그는 그러한 합의에 도달하기 위해 모스크바에 기꺼이 협력할 파트너가 필요했으며, 체코슬로바키아의 사소한 분쟁 때문에 그 조약을 위험에 빠뜨리고 싶지 않았다. 이러한 이유로 미국은 프라하의 봄을 대신하여 개입하지 않을 것이라고 밝혔다.

## 침공 및 개입
1968년 8월 20일 오후 11시경, 네 바르샤바 조약국인 소련, 불가리아, 폴란드 및 헝가리의 동구권 군대가 체코슬로바키아를 침공했다. 그날 밤, 25만 명의 바르샤바 조약군 병력과 2,000대의 전차가 이 나라에 진입했다. 총 침공 병력은 결국 50만 명에 달했으며, 여기에는 실레시아 군관구의 폴란드 제2군 병력 28,000명이 포함되었다. 브레즈네프는 (1956년 헝가리 혁명 당시 소련의 개입과는 달리) 이 작전이 다자간 작전처럼 보이기를 원했다. 그럼에도 불구하고, 침공은 소련군이 다른 참가국들을 5대 1로 압도할 정도로 소련군이 압도적으로 주도했으며, 소련 고등 사령부가 항상 침공군을 지휘했다. 비소련군은 전투에 참여하지 않았다. 모든 헝가리 침공군은 10월 31일까지 철수했다.
루마니아는 침공에 참여하지 않았고, 알바니아도 마찬가지였다. 알바니아는 다음 달 이 문제로 바르샤바 조약 기구에서 탈퇴했다. 동독의 참가는 침공 불과 몇 시간 전에 취소되었다. 동독 국가인민군의 침공 불참 결정은 브레즈네프가 둡체크의 고위 체코슬로바키아 반대파의 요청에 따라 즉흥적으로 내린 것으로, 이전 독일 점령 경험 때문에 독일군이 주둔할 경우 체코슬로바키아의 저항이 훨씬 커질 것을 우려했기 때문이었다.

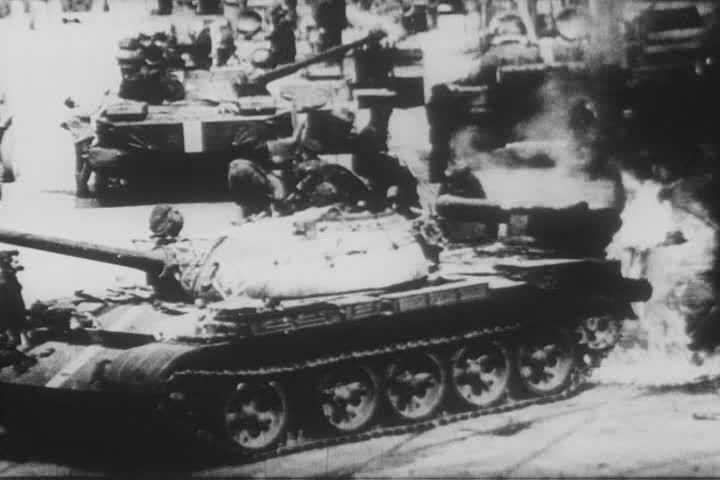
침공 당시 침공 줄무늬로 표시된 소련 전차

침공은 잘 계획되고 조율되었다. 지상군이 국경을 넘는 것과 동시에, GRU의 소련 스페츠나츠 특수부대 (스페츠나츠 GRU)는 침공 초기에 루지네 국제공항을 장악했다. 이는 모스크바에서 출발한 항공편이 "엔진 고장"으로 인해 공항에 비상 착륙을 요청하면서 시작되었는데, 이 항공편에는 평상복을 입은 100명 이상의 요원이 탑승하고 있었다. 그들은 신속하게 공항을 확보하고, 안토노프 An-12 수송기가 도착하여 포병과 경전차로 무장한 소련 공수군을 하역하는 대규모 공수 작전을 위한 길을 열었다.
공항 작전이 계속되는 동안, 전차와 기계화 보병 부대는 거의 저항을 받지 않고 프라하와 다른 주요 중심지로 향했다. 체코슬로바키아 인민군이 동구권에서 가장 발전된 군대 중 하나였음에도 불구하고, 독립적인 지휘 계통의 부재와 정부가 1956년 헝가리 혁명 당시 헝가리 인민군처럼 침공군 편에 설 것을 우려했기 때문에 침공에 효과적으로 저항하지 못했다. 체코슬로바키아 인민군은 바르샤바 조약군에 의해 완전히 패배했다.
바르샤바 조약군의 공격 중에 137명의 체코인과 슬로바키아인이 사망하고, 수백 명이 부상을 입었다. 알렉산데르 둡체크는 국민들에게 저항하지 말 것을 촉구했다. 둡체크를 포함한 중앙위원회는 소련군이 프라하를 장악하자 본부에 몸을 숨겼다. 결국, 공수부대가 건물의 전화선을 끊고 건물을 습격했다. 둡체크는 즉시 KGB에 체포되어 여러 동료들과 함께 모스크바로 끌려갔다. 둡체크와 대부분의 개혁파는 8월 27일 프라하로 돌아왔고, 둡체크는 1969년 체코슬로바키아 하키 폭동 이후 4월에 사임할 때까지 당 제1서기직을 유지했다.
침공은 전에 없었고 곧 중단된 이민의 물결을 야기했으며, 주로 고학력자들이 대상이었다. (추정: 즉시 70,000명, 총 300,000명). 서방 국가들은 이들이 합병증 없이 이민하도록 허용했다.

### 준비 실패
둡체크 정권은 바르샤바 조약군의 불길한 병력 이동에도 불구하고 잠재적인 침공을 막기 위한 조치를 취하지 않았다. 체코슬로바키아 지도부는 치에르나나트티소우 정상회담에서 양측 간의 이견이 해소되었다고 믿었기 때문에 소련과 그 동맹국들이 침공하지 않을 것이라고 믿었다. 그들은 또한 개혁에 대한 국내 지지와 그해 11월에 열릴 세계 공산당 회의를 고려할 때 국제 정치적 반발이 너무 커서 어떤 침공도 너무 비용이 많이 들 것이라고 믿었다. 체코슬로바키아는 국제적 지지를 얻거나 도로를 막고 공항 보안을 강화하는 등의 군사적 준비를 통해 그러한 침공의 비용을 높일 수 있었지만, 그렇게 하지 않기로 결정하여 침공의 길을 열어주었다.

### 초대 서한
침공 당일 밤, 체코슬로바키아 정치국은 바르샤바 조약군이 체코슬로바키아 정부의 동의 없이 국경을 넘었다고 선언했지만, 동구권 언론은 "무장 병력 지원을 포함한 즉각적인 지원"을 요청하는 체코슬로바키아 당 및 국가 지도자들의 서명 없는 요청서를 인쇄했다. (개입 직후 비밀리에 진행된) 제14차 KSČ 당 대회에서는 지도부 구성원 중 어느 누구도 개입을 요청하지 않았다고 강조되었다. 당시 많은 평론가들은 그 편지가 가짜이거나 존재하지 않는다고 믿었다.
그러나 1990년대 초 러시아 정부는 바츨라프 하벨 신임 체코슬로바키아 대통령에게 KSČ 당원인 빌랴크, 슈베스트카, 콜데르, 인드라, 카펙이 서명한 소련 당국에 보내는 초청 서한의 사본을 전달했다. 이 서한은 "우익" 언론이 "내셔널리즘과 쇼비니즘의 물결을 선동하고, 반공주의와 반소주의적 심리를 조장하고 있다"고 주장했다. 이 서한은 소련에 체코슬로바키아 사회주의 공화국을 "임박한 반혁명의 위험"으로부터 구하기 위해 "모든 수단을 동원하여 지원과 도움을 제공해 달라"고 공식적으로 요청했다.
1992년 이즈베스티야 기사에 따르면, 정치국 후보 위원 안토닌 카펙이 7월 하순 소련-체코슬로바키아 치에르나나트티소우 회담에서 브레즈네프에게 "형제적 도움"을 요청하는 편지를 전달했다. 두 번째 편지는 8월 브라티슬라바 회의에서 빌랴크가 우크라이나 당 지도자 페트로 셸레스트에게 "국가보안위원회 지부장을 통해 arranged된 화장실 만남"에서 전달한 것으로 알려졌다. 이 편지에는 위에 언급된 카펙의 편지와 동일한 다섯 명이 서명했다.

### 내부 음모
침공 훨씬 이전부터 인드라, 콜데르, 빌랴크 등은 종종 소련 대사관과 오를리크 댐의 당 휴양지에서 쿠데타 계획을 진행했다. 이들이 정치국 다수(11명의 투표권 있는 위원 중 6명)를 알렉산데르 둡체크의 개혁파에 맞서 자신들 편으로 돌리는 데 성공하자, 그들은 소련에 군사 침공을 요청했다. 소련 지도부는 8월 26일 슬로바키아 당 대회까지 기다릴 것을 고려하기도 했지만, 체코슬로바키아 음모자들은 "구체적으로 20일 밤을 요청했다."
계획은 다음과 같이 전개될 예정이었다. 국가 상황에 대한 카슈파르 보고서에 대한 토론이 시작될 것이고, 이 토론 중에 보수적인 구성원들은 둡체크가 소련으로부터 받은 두 통의 편지를 제출할 것을 주장할 것이었다. 이 편지들은 치에르나나트티소우 회담에서 둡체크가 약속했지만 지키지 못한 내용들을 나열하고 있었다. 둡체크가 이러한 중요한 편지들을 숨기고 약속을 지키지 못한 것은 불신임 투표로 이어질 것이고, 이제 보수적인 다수가 승리하여 권력을 장악하고, 반혁명을 막기 위한 소련의 지원을 요청할 것이었다. 모스크바에서 작성된 이 공식 요청이 8월 22일 프라우다에 서명자 없이 게재되었다. 소련이 해야 할 일은 체코슬로바키아 군대와 모든 폭력적인 저항을 진압하는 것뿐이었다.
이 계획을 염두에 두고, 8월 16일부터 17일까지의 소련 정치국 회의는 "군사력을 통해 체코슬로바키아 공산당과 인민을 지원한다"는 결의안을 만장일치로 통과시켰다. 8월 18일 바르샤바 조약국 회의에서 브레즈네프는 8월 20일 밤에 개입이 진행될 것이라고 발표했으며, 불가리아, 동독, 헝가리, 폴란드의 국가 지도자들은 "형제적 지원"을 적절히 제공했다.

### 음모의 실패
그러나 쿠데타는 계획대로 진행되지 않았다. 콜데르는 회의 초기에 카슈파르 보고서를 검토할 생각이었지만, 콜데르를 의심하던 둡체크와 슈파체크는 최근 개혁이나 카슈파르 보고서에 대한 논의 전에 다가오는 제14차 당 대회가 다루어질 수 있도록 의제를 조정했다. 대회에 대한 논의가 길어졌고, 음모자들이 신임 투표를 요청할 기회를 얻기도 전에 침공 소식이 정치국에 일찍이 도달했다.
익명의 경고는 체코슬로바키아 주헝가리 대사 요제프 푸치크에 의해 소련군이 자정 국경을 넘기 약 6시간 전에 전달되었다. 소식이 도착하자 보수 연합의 단결은 무너졌다. 정치국이 침공을 규탄하는 선언을 제안했을 때, 음모의 두 핵심 멤버인 얀 필라르와 프란티셰크 바르비레크는 둡체크를 지지하기 위해 입장을 바꿨다. 그들의 도움으로 침공 반대 선언은 7대 4의 다수로 승리했다.

### 모스크바 보충 협약
8월 21일 아침까지 둡체크와 다른 저명한 개혁파 인사들은 체포되어 모스크바로 송환되었다. 그곳에서 그들은 비밀리에 구금되어 며칠 동안 심문을 받았다.
보수파는 스보보다에게 "비상 정부"를 구성해 달라고 요청했지만, 명확한 다수 지지를 얻지 못했기 때문에 그는 거부했다. 대신 그는 구스타우 후사크와 함께 8월 23일 모스크바로 가서 둡체크와 체르니크를 분쟁 해결에 포함시켜야 한다고 주장했다. 며칠간의 협상 끝에, 체코슬로바키아 대표단 전원(최고위 관리인 스보보다 대통령, 둡체크 제1서기, 체르니크 총리, 스므르코프스키 국회 의장 포함)이 한 명(프란티셰크 크리그엘)을 제외하고 "모스크바 보충 협약"을 수락하고 그 15개 조항에 대한 약속에 서명했다. 이 의정서는 반대파 단체의 진압, 검열의 완전한 복원, 특정 개혁주의 관료의 해고를 요구했다. 그러나 그것은 체코슬로바키아의 상황을 "반혁명적"이라고 언급하지 않았으며, 1월 이후의 노선을 뒤집으라고 요구하지도 않았다.

## 체코슬로바키아의 반응
대중의 반대는 수많은 자발적인 비폭력 저항 행동으로 표출되었다. 프라하와 공화국 전역의 다른 도시들에서 체코인과 슬로바키아인들은 바르샤바 조약군 병사들을 논쟁과 질책으로 맞이했다. 침공 당시 소련 전차 부대를 이끌던 하급 장교 블라디미르 보고다노비치 레준은 지휘관들로부터 체코슬로바키아 국민들이 그들을 "해방자"로 환영할 것이라는 터무니없는 정보를 들었으나, 슬로바키아로 국경을 넘자마자 돌, 계란, 토마토, 사과를 던지는 화난 군중들에게 공격을 받았다. 음식과 물 공급을 포함한 모든 형태의 지원은 침략자들에게 거부되었다. 속임수의 반대 사례로, 레준은 현지 주민들이 조용히 체코 양조장과 주류 공장의 문을 소련군 사병들에게 열어주어 전체 부대가 술에 취하게 하고 소련 지휘관들의 분노에 상당한 혼란을 야기했던 것을 회상했다. 벽과 포도에 그려진 표지판, 플래카드, 낙서는 침략자들, 소련 지도자들, 그리고 의심되는 협력자들을 비난했다. 둡체크와 스보보다의 사진이 거리에 나타났다. 시민들은 병사들에게 잘못된 방향을 알려주었고, 심지어 (모스크바로 돌아가는 방향을 알려주는 표지판을 제외하고) 도로 표지판을 제거하기도 했다. 침공을 추진한 주최자, 가해자, 유럽 지도자들에 맞서 체코슬로바키아인들은 예술, 노래, 미디어를 통해 분노를 표출했다. 가장 유명한 예는 침공을 강력히 추진했던 동독 지도자 발터 울브리히트의 경우에서 볼 수 있다. 그는 동독군에게 16,000명 이상의 병력으로 구성된 2개 국가인민군 사단을 침공에 대비하도록 명령했지만, 소련은 1939년 독일 침공의 기억을 다시 일깨울 것을 우려하여 배치하는 것을 허용하지 않았다. 국가인민군 부대가 저지되었음에도 불구하고, 울브리히트와 같은 협력자 및 지지자들에 대한 분노와 경멸은 강력하게 남아 있었다. 한 포스터에는 "독일 병사들은 집으로 돌아가고 새로운 히틀러인 울브리히트를 제거하라! 당신들의 국민은 당신들의 행동에 동의하지 않는다!"고 쓰여 있었다.
처음에 일부 민간인들은 침공군과 논쟁을 벌이려 했지만 거의 성공하지 못했다. 소련이 이러한 논의의 사진을 침공군이 우호적으로 환영받았다는 증거로 사용하자, 체코슬로바키아 비밀 방송국들은 "사진은 말이 없다"고 국민들에게 상기시키며 이러한 관행을 자제하도록 권장했다. 침공에 대한 시위는 약 7일 동안만 지속되었다. 이러한 대중적 분출이 시들해진 이유에 대한 설명은 주로 인구의 사기 저하에 초점을 맞추는데, 이는 모든 적군 병력과 전차의 위협 때문이거나 지도자들에게 버려졌기 때문일 수 있다. 많은 체코슬로바키아인들은 모스크바 의정서 서명을 반역적인 행위로 간주했다. 또 다른 일반적인 설명은 체코 사회의 대부분이 중산층이었기 때문에 지속적인 저항의 대가가 안락한 생활 방식을 포기하는 것을 의미했으며, 이는 너무 높은 대가였다는 것이다.
일반적인 저항으로 인해 소련은 제1서기를 축출하려던 원래 계획을 포기했다. 8월 20일 밤에 체포되었던 둡체크는 협상을 위해 모스크바로 이송되었다. 둡체크는 직책을 유지하고 온건한 개혁 프로그램이 계속될 것에 합의했다.
1969년 1월 19일, 학생 얀 팔라흐는 바츨라프 광장에서 표현의 자유에 대한 새로운 억압에 항의하며 분신했다.
결국 1969년 4월 17일, 둡체크는 구스타우 후사크에게 제1서기 자리를 넘겨주었고, "정상화" 기간이 시작되었다. 소련의 압력은 정치인들이 충성을 바꾸거나 단순히 포기하도록 강요했다. 사실, 둡체크를 선출하고 개혁을 시행했던 바로 그 집단이 프로그램을 취소하고 둡체크를 후사크로 교체한 것과 거의 같은 사람들이었다. 후사크는 둡체크의 개혁을 되돌리고, 당에서 자유주의적 구성원들을 숙청했으며, 정치적 전환에 공개적으로 반대 의사를 표명한 전문직 및 지식인 엘리트들을 공직과 직업에서 해고했다. 숙청된 많은 사람들은 나중에 체코슬로바키아 지하 문화의 반체제 인사가 되어 77 헌장 및 관련 운동에 적극적으로 참여했으며, 결국 벨벳 혁명에서 성공을 거두었다.

## 다른 바르샤바 조약국의 반응

### 소련

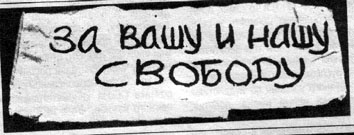
시위대의 현수막 중 하나:
당신과 우리의 자유를 위하여

8월 25일, 붉은 광장에서 8명의 시위대가 반침공 구호가 적힌 현수막을 들었다. 시위대는 체포되어 나중에 처벌받았는데, 이 시위는 "반소주의"로 명명되었다.
침공의 의도치 않은 결과 중 하나는 많은 소련 국가 안보 기구와 정보 기관 내에서 침공에 대한 충격과 분노가 일어났고, 올레크 고르디옙스키, 바실리 미트로킨, 드미트리 폴랴코프와 같은 여러 KGB/GRU 망명자 및 스파이들은 1968년 침공을 서방 정보 기관과 협력하게 된 동기로 지적했다.

### 폴란드
폴란드 인민공화국에서는 1968년 9월 8일 리샤르트 시비예츠가 바르샤바의 10주년 경기장에서 추수 감사절 축제 도중 바르샤바 조약군의 체코슬로바키아 침공과 공산주의 정권의 전체주의에 항의하여 분신했다. 시비예츠는 살아남지 못했다. 그의 사망 후, 소련과 폴란드 공산주의자들은 그가 정신적으로 병들고 불안정했다고 주장하며 그의 행동을 폄하하려 했다.

### 루마니아

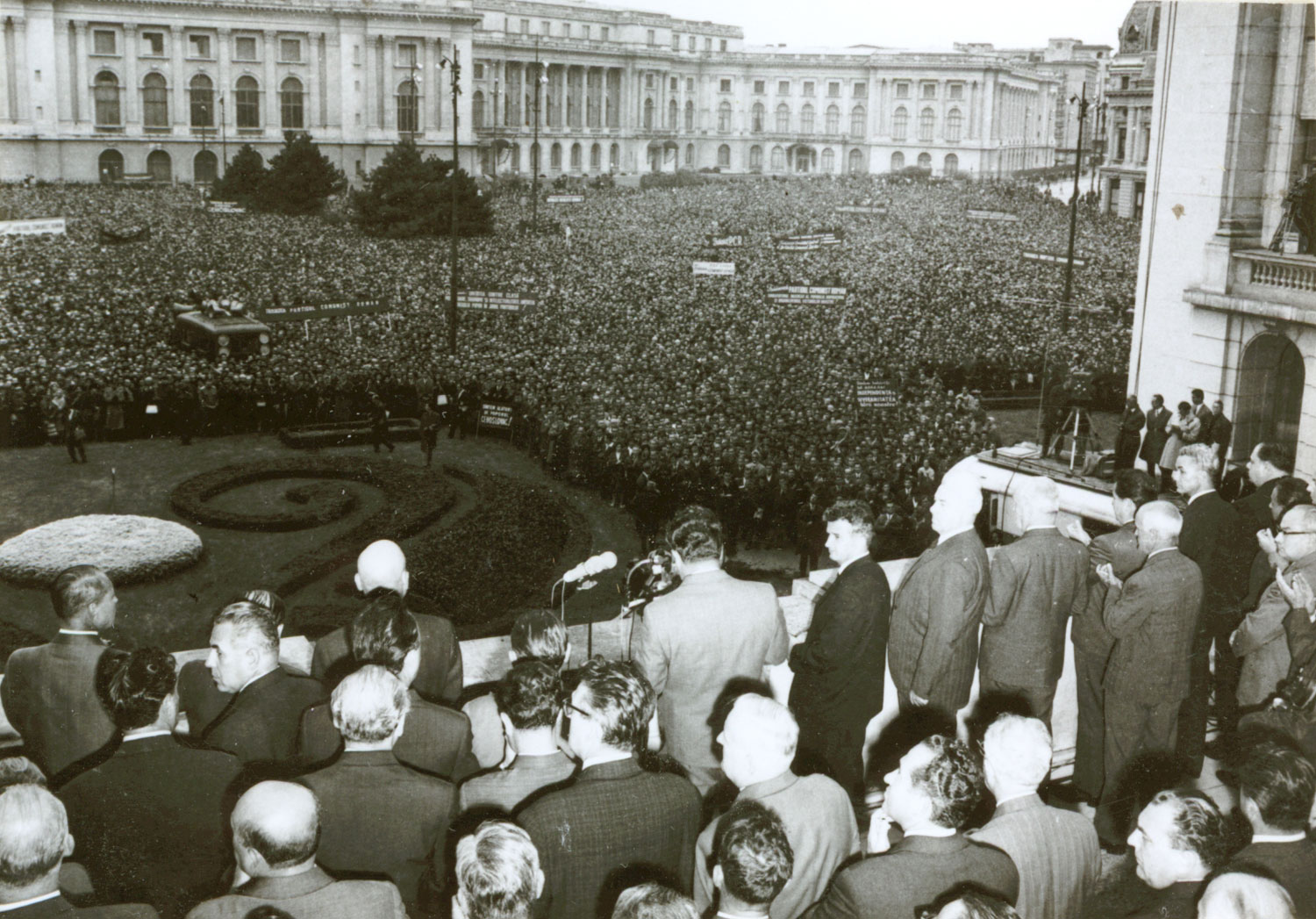
부쿠레슈티, 1968년 8월: 니콜라에 차우셰스쿠가 소련 침공을 비판하고 있다.

보다 뚜렷한 영향은 침공에 참여하지 않은 루마니아 사회주의 공화국에서 나타났다. 이미 소련의 영향력에 강력히 반대하고 이전에 둡체크 편에 서겠다고 선언했던 니콜라에 차우셰스쿠는 침공 당일 부쿠레슈티에서 공개 연설을 통해 소련의 정책을 강도 높게 비판했다. 이 반응은 다음 두 dekade 동안 루마니아의 독립적인 목소리를 굳건히 했고, 특히 차우셰스쿠가 자국에서 유사한 움직임에 대처하기 위해 국민들에게 무장할 것을 권장한 후에는 더욱 그러했다. 그는 공산주의자가 전혀 아닌 많은 사람들이 새로 창설된 준군사조직인 애국 방위대에 기꺼이 입대하려는 열렬한 초기 반응을 얻었다.

### 동독
독일민주공화국에서는 체코슬로바키아가 더 자유로운 사회주의를 향한 길을 열어줄 것이라고 기대했던 젊은이들 사이에서 침공에 대한 불만이 주로 일어났다. 그러나 고립된 시위는 인민경찰과 슈타지에 의해 빠르게 진압되었다. 정부 공식 신문 노이에스 도이칠란트는 침공이 시작되기 전에 체코슬로바키아 정치국이 둡체크를 축출했으며 새로운 "혁명적" 임시정부가 바르샤바 조약군의 군사 지원을 받았다고 거짓으로 주장하는 기사를 게재했다. 국가인민군 병력이 전면 침공에 참여하는 것이 보류되었음에도 불구하고, 동독 국가, 특히 언론을 통해 동독이 침공에서 다른 동구권 국가들과 비교하여 중요하고 "동등한" 역할을 했다는 환상을 유지했다. 베를린 장벽이 붕괴될 때까지 SED(동독 존재 내내 집권당이었던)는 국가인민군의 침공 역할에 대한 서방 언론의 내러티브에 반박하거나 이의를 제기하지 않았을 뿐만 아니라, 국가인민군이 동구권 동맹국들과 마찬가지로 결정적이고 동등한 역할을 했다는 내러티브를 밀어붙였다. 1985년, 베를린의 동독 공식 군사 출판사는 국가인민군이 "반혁명"을 진압하는 데 "형제" 군대와 동등하게 싸웠다고 주장하는 기사를 발표했다.

### 알바니아
알바니아 인민공화국은 정반대로 반응했다. 이미 알바니아가 산업 발전보다 농업에 집중해야 한다는 제안 때문에 모스크바와 갈등을 겪고 있었고, 또한 이오시프 스탈린 사망 이후 소련이 너무 자유로워졌다고 느꼈으며, (당시 알바니아에게 위협적인 이웃으로 간주되었던) 유고슬라비아 사회주의 연방공화국과의 관계도 마찬가지였다. 유고슬라비아는 선전에서 "제국주의"라고 낙인찍히고 있었다. 침공은 전환점이 되었고, 1968년 9월 알바니아는 바르샤바 조약 기구에서 공식적으로 탈퇴했다. 이러한 움직임으로 인한 경제적 여파는 중화인민공화국과의 알바니아 관계 강화를 통해 어느 정도 완화되었는데, 중화인민공화국 역시 소련과의 관계가 점점 더 긴장되어 있었다.

## 전 세계의 반응
침공 당일 밤, 캐나다, 덴마크, 프랑스, 파라과이, 영국, 미국은 모두 유엔 안전 보장 이사회 회의를 요청했다. 8월 20일 밤, 프라하의 영화관에서는 브레즈네프와 둡체크 간의 회담 뉴스reel을 상영했다. 그러나 바르샤바 조약군은 체코 국경에 집결해 밤새 침공했다(8월 20일~21일). 그날 오후, 8월 21일, 이사회는 체코슬로바키아 대사 얀 무지크가 침공을 비난하는 것을 듣기 위해 만났다. 소련 대사 야코프 말리크는 바르샤바 조약군의 행동이 "반사회주의 세력"에 대한 "형제적 지원"이라고 주장했다. 많은 침공군 병사들은 체코인들에게 자신들이 서독과 다른 NATO의 패권으로부터 그들을 "해방"시키기 위해 왔다고 말했다. 다음 날, 여러 나라들이 개입을 비난하고 즉각적인 철수를 요구하는 결의안을 제안했다. 미국 대사 조지 볼은 "소련이 체코슬로바키아에 베푸는 형제적 지원은 카인이 아벨에게 베푼 것과 정확히 같다"고 말했다.

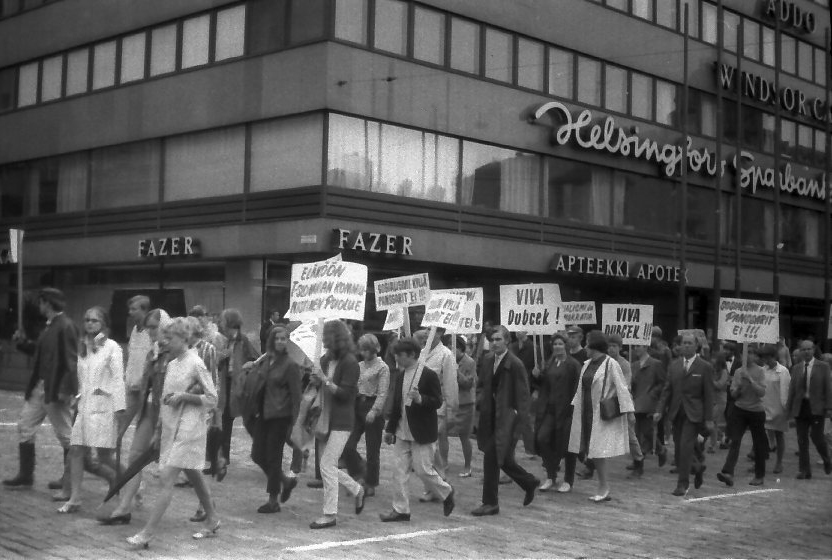
1968년 체코슬로바키아 침공에 반대하는 핀란드 헬싱키 시위

볼은 소련 대표단이 점령이 완료될 때까지 투표를 연기하기 위해 필리버스터를 한다고 비난했다. 말리크는 미국이 라틴 아메리카의 원자재를 착취하는 것부터 체코 상품 거래 통계에 이르기까지 다양한 주제에 대해 계속해서 발언했다. 결국, 투표가 진행되었다. 10개 회원국(거부권 있는 4개국)이 동의안을 지지했으며, 알제리, 인도, 파키스탄은 기권했고, 소련(거부권 보유)과 헝가리는 반대했다. 캐나다 대표단은 즉시 유엔 대표가 프라하로 가서 구금된 체코슬로바키아 지도자들의 석방을 위해 노력하도록 요청하는 또 다른 동의안을 제출했다. 말리크는 서방 국가들이 위선적이라며 "베트남의 밭, 마을, 도시를 피로 물들인 것이 누구냐?"고 물었다. 8월 26일까지 또 다른 투표는 이루어지지 않았지만, 새로운 체코슬로바키아 대표는 모든 문제를 안전보장이사회 의제에서 삭제해 줄 것을 요청했다.
침공은 시카고에서 열린 1968년 민주당 전당대회와 동시에 발생했으며, 여러 정치 세력이 이 사건을 상징으로 삼았다. 애비 호프먼과 같은 학생 운동가와 랄프 야보로 및 유진 매카시와 같은 진보주의자들은 프라하의 봄 억압을 1968년 시카고 폭동과 같은 서방 학생 운동의 억압에 비유하며, 호프먼은 시카고를 "체카고(Czechago)"라고 불렀다. 반면, 존 코널리 (정치인)와 같은 반공주의자들은 이 사건을 이용하여 소련과의 관계를 더 강화하고 베트남 전쟁에 대한 재헌신을 촉구했다.
미국은 유엔에서 바르샤바 조약군의 침략이 정당화될 수 없다고 주장했지만, 자국의 행동으로 인해 입지가 약화되었다. 불과 3년 전, 미국 유엔 대표들은 파워 팩 작전의 일환으로 도미니카 내전에 대한 자신들의 개입이 유엔의 개입 없이 미주 기구가 해결해야 할 문제라고 주장했었다. 우 딴 유엔 사무총장이 베트남 폭격 중단을 요구했을 때, 미국인들은 그가 체코슬로바키아 문제에 대해서도 유사하게 개입하지 않는 이유를 물었고, 그는 "러시아인들이 체코슬로바키아 마을들을 폭격하고 네이팜탄으로 불태우고 있었다면" 점령 중단을 요구했을 것이라고 답변했다.
미국 정부는 유명한 어린이 배우이자 훗날 외교관이 된 셜리 템플 블랙을 1968년 8월 프라하에 파견하여 탈공산주의 체코슬로바키아의 초대 미국 대사가 될 준비를 시켰다. 그녀는 고립된 서방인들을 대피시키기 위한 차량 행렬을 구성하려 했다. 20년 후, 1989년 바르샤바 조약군이 체코슬로바키아를 떠났을 때, 템플 블랙은 민주적인 체코슬로바키아의 초대 미국 대사로 인정받았다. 그녀의 개인 직원 외에도, 침공에 갇힌 여름 해외 러시아어 연수 여행 중이던 150명의 미국 고등학생 그룹을 대피시키려는 시도가 있었다. 그들은 결국 기차로 비엔나로 대피했고, 두 명의 체코 투어 가이드를 국경을 넘어 몰래 들여와 뉴욕에 정착시켰다.

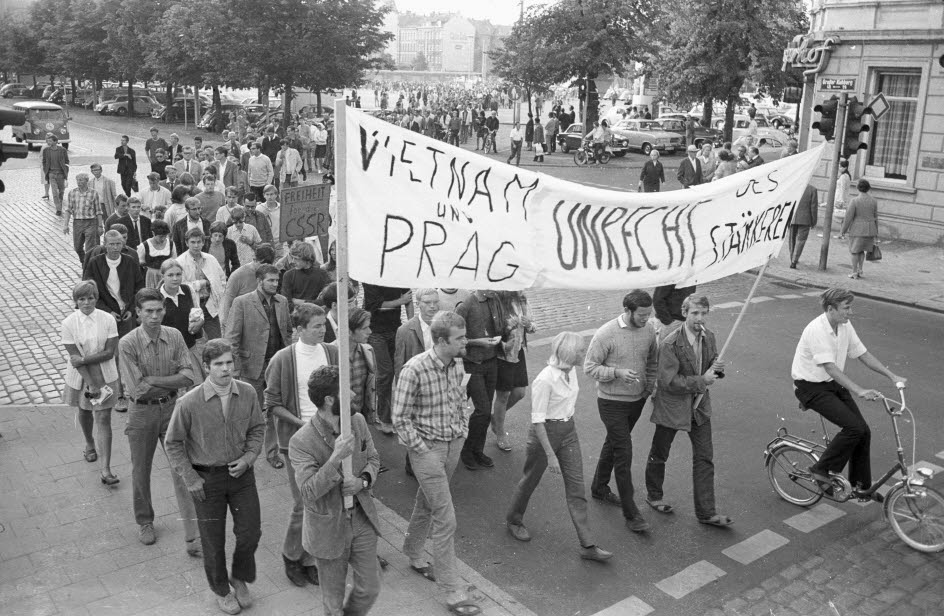
1968년 8월 23일, 서독 킬 (슐레스비히홀슈타인주)에서 체코슬로바키아 침공과 베트남 전쟁에 반대하는 시위

당시 소련의 정치적 영향력 아래에 있던 중립국 핀란드에서는 점령이 큰 스캔들을 일으켰다.
중화인민공화국은 소련만이 적절히 공산주의 국가를 결정할 권리가 있고 크렘린의 승인을 받지 못한 공산주의 국가를 침공할 수 있다고 선언한 이른바 브레즈네프 독트린에 맹렬히 반대했다. 마오쩌둥은 브레즈네프 독트린을 중국에 대한 소련 침공의 이념적 정당화로 보고, 프라하의 봄에 대한 자신의 이전 반대에도 불구하고 체코슬로바키아 침공을 규탄하는 대규모 선전 캠페인을 시작했다. 1968년 8월 23일 베이징시의 루마니아 대사관에서 열린 연회에서 중국 국무원 총리 저우언라이는 소련을 "파시스트 정치, 대국 쇼비니즘, 국가 이기주의, 그리고 사회제국주의"로 비난하며, 체코슬로바키아 침공을 베트남 전쟁과 1938-39년 아돌프 히틀러의 체코슬로바키아 정책에 더욱 직접적으로 비유했다. 저우는 연설을 마무리하며 체코슬로바키아 국민들에게 소련군에 대항하여 유격전을 벌일 것을 거의 노골적으로 촉구했다. 이어지는 전바오 섬에서의 중소 국경 분쟁과 함께, 체코슬로바키아 침공은 중국 정책 결정자들의 소련 침공에 대한 우려를 증대시켰고, 이는 문화대혁명 중 느려졌던 제3전선 캠페인을 가속화하는 계기가 되었다.

### 전 세계 공산당
바르샤바 조약기구 외부의 공산당들의 반응은 일반적으로 분열되었다. 이탈리아 공산당과 스페인 공산당 등 유럽공산주의 정당들은 점령을 비난했으며, 화해를 주장했던 프랑스 공산당조차도 소련의 개입에 대해 불만을 표명했다. 그리스 공산당 (KKE)은 프라하의 봄을 둘러싼 내부 분쟁으로 인해 큰 분열을 겪었으며, 체코 지지파는 소련 지도부와 관계를 끊고 KKE 국내파를 창립했다. 핀란드 공산당의 유럽공산주의 지도부 역시 침공을 비난했지만, 이로 인해 친소 소수파와의 내부 분쟁이 심화되어 결국 당의 해체로 이어졌다. 그러나 포르투갈 공산당, 남아프리카 공산당, 미국 공산당을 포함한 다른 정당들은 소련의 입장을 지지했다.
크리스토퍼 히친스는 2008년 프라하의 봄이 서구 공산주의에 미친 영향을 다음과 같이 요약했다. "그러나 분명해진 것은 더 이상 세계 공산주의 운동이라고 불릴 만한 것이 존재하지 않는다는 것이었다. 그것은 완전히, 돌이킬 수 없을 정도로, 절망적으로 분열되었다. 주 스프링이 부러졌다. 그리고 프라하의 봄이 그것을 부러뜨렸다."

## 정상화 (1969–1971)

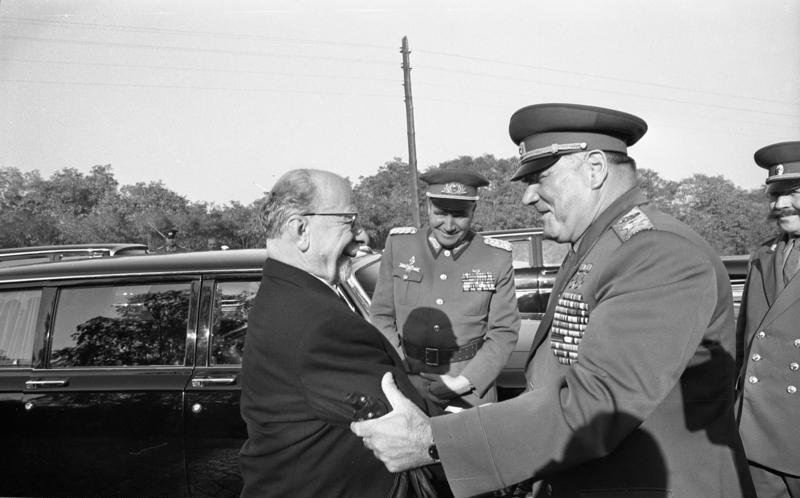
1970년 발터 울브리히트와 함께 있는 바르샤바 조약군 총사령관 이반 야쿠봅스키

체코슬로바키아의 역사에서 정상화(체코어: normalizace, 슬로바키아어: normalizácia)는 일반적으로 1969년부터 1987년까지의 시기를 일컫는 이름이다. 이 시기는 둡체크가 이끌던 개혁 시기 이전에 존재했던 조건, 즉 체코슬로바키아 공산당의 확고한 통치권을 초기적으로 회복하고 이후 이 새로운 현상 유지를 유지하는 것으로 특징지어진다.
"정상화"는 때때로 1969년부터 1971년까지의 기간만을 지칭하는 좁은 의미로 사용되기도 한다.
정상화의 공식 이념은 때때로 체코슬로바키아 지도자 구스타우 후사크의 이름을 따서 후사키즘이라고 불리기도 한다.

### 개혁 취소 또는 수정 및 개혁가 제거

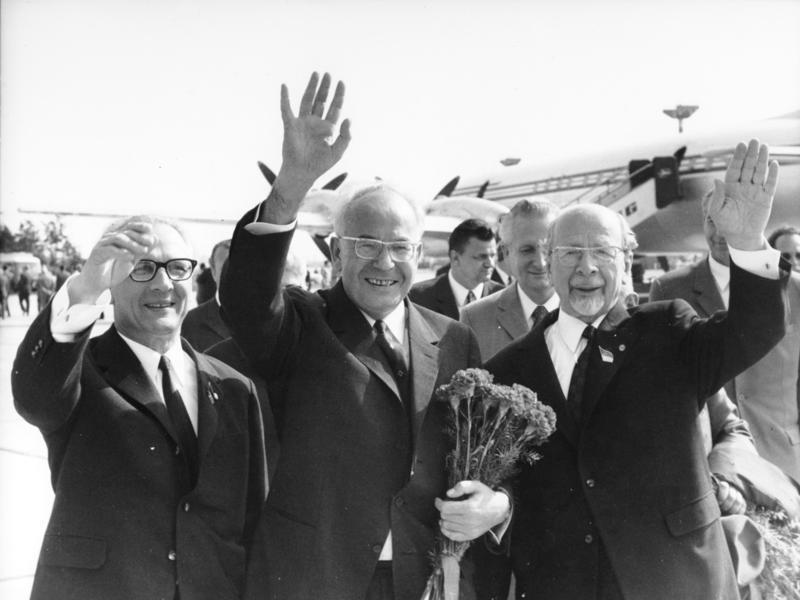
1971년 동독 베를린에서 에리히 호네커, 구스타우 후사크, 발터 울브리히트

1969년 4월 후사크가 둡체크를 대신하여 KSČ 지도자가 되자, 그의 정권은 빠르게 국가의 정치 상황을 "정상화"하기 위한 조치를 취했다. 후사크의 정상화의 주요 목표는 확고한 당 통치의 회복과 체코슬로바키아가 사회주의 진영의 충성스러운 일원으로서의 지위를 재확립하는 것이었다. 정상화 과정은 다섯 가지 상호 연관된 단계로 이루어졌다.
- 후사크 지도부를 공고히 하고 지도부 직위에서 개혁가들을 제거한다.
- 개혁 운동에 의해 제정된 법률을 취소하거나 수정한다.
- 경제에 대한 중앙 집중 통제를 재확립한다.
- 경찰 당국의 권한을 복원한다.
- 다른 사회주의 국가들과의 체코슬로바키아 관계를 확대한다.

후사크는 집권 후 일주일 이내에 언론, 사법부, 사회 및 대중 단체, 하급 당 기관, 그리고 최종적으로 KSČ의 최고위층에 여전히 주요 직책을 맡고 있던 개혁가들을 대대적으로 숙청함으로써 자신의 지도력을 공고히 하기 시작했다. 1969년 가을에는 KSČ 중앙위원회에 있던 29명의 자유주의자들이 보수주의자들로 교체되었다. 축출된 자유주의자 중에는 둡체크도 있었는데, 그는 간부회에서 제외되었다(이듬해 둡체크는 당에서 제명되었고, 이후 슬로바키아에서 하급 공무원이 되었으며, 1987년에도 그곳에 살고 있었다). 후사크는 또한 1968년 체코슬로바키아 연방 헌법 (체코 사회주의 공화국과 슬로바키아 사회주의 공화국을 창설)의 결과로 만들어진 새로운 정부 직책에 잠재적 경쟁자들을 임명함으로써 자신의 지도력을 공고히 했다.
권력을 장악하자마자, 정권은 다른 정상화 정책들을 신속하게 시행했다. 침공 후 2년 동안, 새로운 지도부는 일부 개혁주의 법률(예: 국민 전선법 및 언론법)을 폐지하거나 단순히 시행하지 않았다. 프라하의 봄 동안 상당한 독립성을 부여받았던 경제 기업들을 중앙 계획 및 생산 할당량에 기반한 계약을 통해 중앙 통제로 되돌렸다. 극심한 경찰 통제를 재도입했는데, 이는 8월 개입 1주년을 기념하려던 시위대에게 가혹한 처벌을 내리는 것으로 반영되었다.
마지막으로 후사크는 잦은 블록 내 교류 및 방문을 주선하고 체코슬로바키아의 대외 경제 관계를 사회주의 국가들과의 더 큰 협력으로 재편함으로써 동맹국들과의 관계를 안정화시켰다.
1971년 5월까지 후사크는 공식적으로 승인된 제14차 당 대회에 참석한 대표들에게 정상화 과정이 만족스럽게 완료되었으며, 체코슬로바키아가 더 높은 형태의 사회주의를 향해 나아갈 준비가 되었다고 보고할 수 있었다.

## 이후의 반응과 수정주의

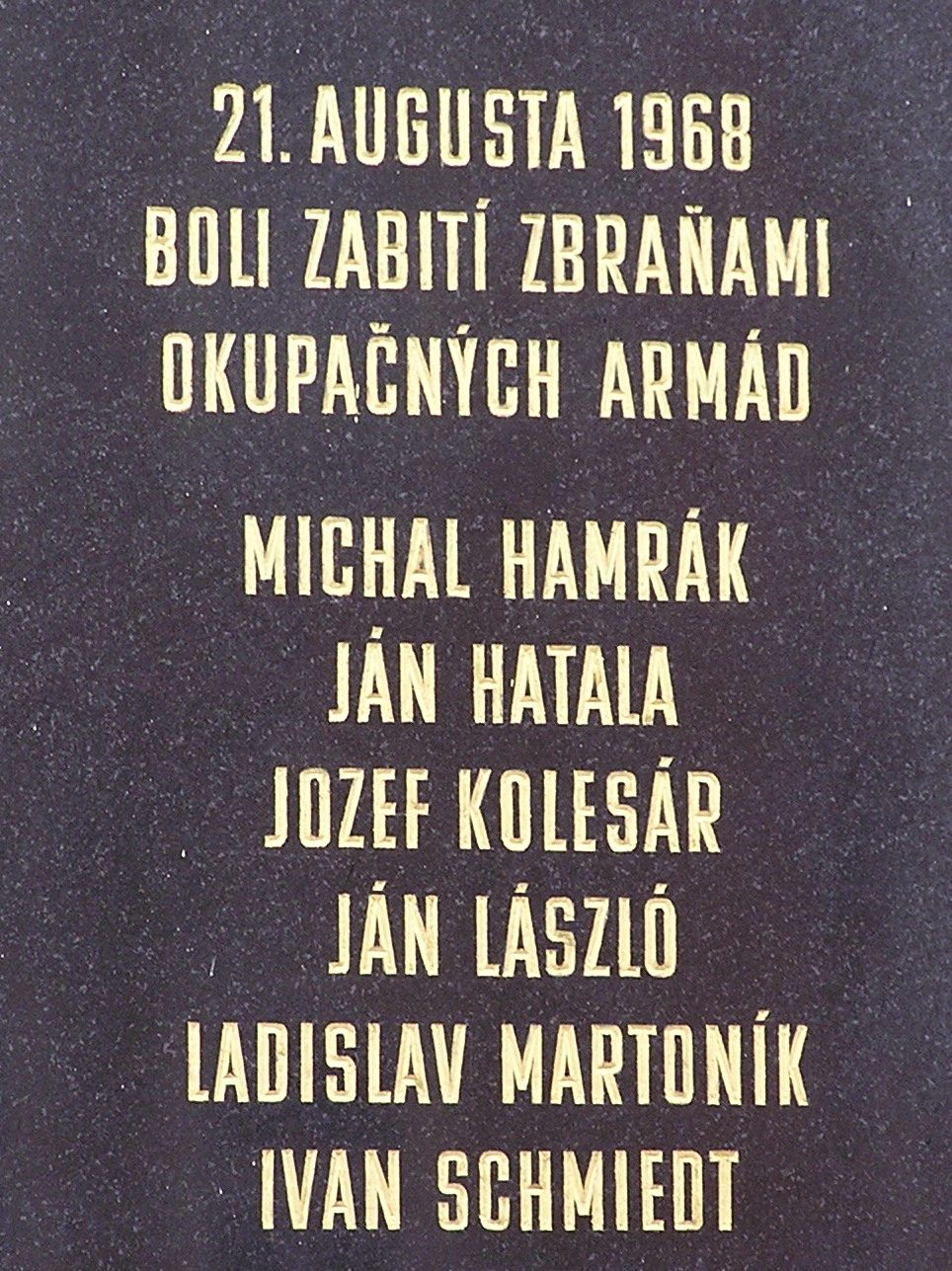
슬로바키아 코시체의 기념 명판

사과를 한 첫 번째 정부는 1989년 8월 11일 헝가리 정부였다. 헝가리 사회노동당은 체코슬로바키아 침공의 근본적으로 잘못된 결정에 대한 입장을 발표했다. 1989년, 군사 개입 21주년을 맞아 폴란드 국회는 무력 개입을 규탄하는 결의안을 채택했다. 또 다른 결의안은 1989년 12월 1일 동독 인민의회에 의해 발표되었는데, 체코슬로바키아 국민들에게 군사 개입에 대한 참여를 사과했다.
1989년 12월 4일, 미하일 고르바초프와 다른 바르샤바 조약국 지도자들은 1968년 침공을 실수라고 비난하는 성명을 발표했다. 소련 통신사 타스에 의해 발표된 이 성명은 병력 파견이 "주권국 체코슬로바키아의 내정에 대한 간섭이며 규탄되어야 한다"고 말했다. 소련 정부는 또한 1968년 행동이 "균형 잡히지 않고, 부적절한 접근이었으며, 우호적인 국가의 내정 간섭이었다"고 말했다. 고르바초프는 나중에 둡체크가 "인간의 얼굴을 한 사회주의를 건설할 수 있다고 믿었다. 나는 그에 대해 좋은 의견만 가지고 있다"고 말했다.
침공은 새로 임명된 러시아 대통령 보리스 옐친("우리는 그것을 침략, 주권적이고 단호한 국가에 대한 공격, 내정 간섭으로 규탄한다")에 의해서도 비난받았다. 2006년 3월 1일 프라하 국빈 방문 중 블라디미르 푸틴은 러시아 연방이 침공에 대한 도덕적 책임을 지고 있다고 말하며, 1968년 사건을 침략 행위로 묘사한 전임자 옐친의 발언을 언급했다. "옐친 대통령이 1993년 체코를 방문했을 때 그는 자신만을 대변한 것이 아니라 러시아 연방과 러시아 국민을 대변했습니다. 오늘날 우리는 이전에 서명된 모든 협정을 존중할 뿐만 아니라, 1990년대 초에 이루어진 모든 평가를 공유합니다... 절대적으로 솔직히 말씀드리자면, 우리는 물론 어떤 법적 책임도 지지 않습니다. 그러나 도덕적 책임은 물론 존재합니다."
둡체크는 다음과 같이 말했다. "나의 문제는 러시아 침공을 예견할 수정구슬이 없었다는 점이다. 사실 1월부터 8월 20일까지 그럴 것이라고는 전혀 생각하지 못했다."
2015년 5월 23일, 러시아 국영 텔레비전 채널 러시아 1은 '바르샤바 조약: 기밀 해제된 문서들'이라는 다큐멘터리를 방영했는데, 이 다큐멘터리는 침공을 NATO 쿠데타에 대한 방어 조치로 묘사했다. 이 영화는 널리 정치 선전으로 비난받았다. 슬로바키아 외교부는 이 영화가 "우리 역사의 어두운 장에 대한 역사와 역사적 진실을 심각하게 왜곡하려 한다"고 밝혔다. 프란티셰크 셰베이 슬로바키아 국민평의회 외교위원장은 "그들은 이를 NATO와 파시즘의 침공을 막기 위한 형제적 도움으로 묘사한다. 그러한 러시아 선전은 자유와 민주주의뿐만 아니라 우리에게도 적대적이다"라고 말했다. 밀로시 제만 체코 대통령은 "러시아 TV는 거짓말을 하고 있으며, 이는 단순한 언론의 거짓말일 뿐이라는 다른 어떤 논평도 할 수 없다"고 밝혔다. 루보미르 자오랄렉 체코 외무부 장관은 이 영화가 사실을 "극도로 왜곡한다"고 말했다. 주체코 러시아 대사 세르게이 키셀료프는 이 영화와 거리를 두면서 이 다큐멘터리가 러시아 정부의 공식 입장을 대변하지 않는다고 밝혔다. 가장 인기 있는 러시아 온라인 신문 중 하나인 가제타 루는 이 문서가 편향되고 수정주의적이며 러시아에 해를 끼친다고 묘사했다.

## 같이 보기
- 체코슬로바키아의 역사 (1948년~1989년)
- 오타 시크
- 프라하의 봄
- 1956년 헝가리 혁명
- 러시아의 우크라이나 침공
- 냉전 연표
- 소련의 대외 개입 목록
- 프롤레타리아 국제주의
- 시민 기반 방위

## 추가 자료
- Bischof, Günter; Karner, Stefan; Ruggenthaler, Peter, 편집. (2010). 《The Prague Spring and the Warsaw Pact invasion of Czechoslovakia in 1968》. The Harvard Cold War studies book series. Lanham, Md: 렉싱턴 북스. ISBN 978-0-7391-4304-9. OCLC 436358434.
- Suvorov, Viktor (1981). 《The liberators》. London: H. Hamilton. ISBN 978-0-241-10675-4.
- Williams, Kieran (2011). 〈Civil Resistance in Czechoslovakia: From Soviet Invasion to 'Velvet Revolution', 1968–89〉.   Roberts, Adam; Garton Ash, Timothy. 《Civil resistance and power politics: the experience of non-violent action from Gandhi to the present》. Oxford: 옥스퍼드 대학교 출판부. 110–26쪽. ISBN 978-0-19-969145-6.
- Windsor, Philip (1969).  Windsor, Philip; Roberts, Adam, 편집. 《Czechoslovakia 1968: Reform, repression and resistance》. An ISS paperback. London: 채토 & 윈더스. ISBN 978-0-7011-1498-5.